# Kvéta
Kvéta (urdsky کوئٹہ‎ paštunsky کوټه‎) je největší a zároveň hlavní město Balúčistánu v Pákistánu. Podle sčítání lidu z roku 1998 zde žilo 565 137 obyvatel, je však možné, že v důsledku přílivu afghánských emigrantů zde žije přes milion lidí. Město obývají především Paštuni, Hazárové a Balúčové.

## Historie
Je to starobylé město, které bylo v dávných dobách známo pod paštským názvem Šál Kót (urdsky شال کوٹ‎ paštunsky شال کوټ‎) . Což znamená pevnost. První zmínky o Kvétě pocházejí ze 6. století n. l. kdy byla součástí říše Sasánovců. V 7. století n. l. po vpádu muslimských vojsk do Íránu se stala součástí Umajjovské říše. V 11. století n. l. je zmiňována v kronikách v souvislosti s loupeživými nájezdy Mahmúda z Ghrazny (محمود غزنوی) (1030-999-). V 16. století spadala Kvéta do sféry vlivu Mughalů. V roce 1543 Šér Šáh Súrí (شیر شاہ سوری )( 1539 – 1545) na mughalského sultána Humájúna zaútočil a ve dvou bitvách ho porazil. Sultán Humajún (ہمایوں) byl nucen uprchnout do Íránu právě přes Kvétu. Humajún měl tak naspěch, že v Kvétě nechal svého malého syna Akbara (pozdějšího sultána Džaláluddína Muhammada Akbara - 1542 až 1605).Akbar byl poté nucen zůstat v Kvétě do svých dvou let. Do roku 1556 byla Kvéta součásti říše Mughalů a poté se stala součástí Safíovské říše. V roce 1595 Džaláluddín Muhammad Akbar (جلال الدین محمد اکبر ) dobyl město zpět.
Po roce 1828 byla Kvéta objevena anglickými cestovateli, kteří o městě podali podrobnou zprávu. V roce 1839 probíhala první anglo-afghánská válka. Angličané město obsadili a v roce 1876 ho oficiálně začlenili jako součást Britské Indie a Kvétu proměnili ve velkou vojenskou základnu. V roce 1935 postihlo Kvétu strašlivé zemětřesení, které srovnalo celé město se zemí. Podle tehdejších zpráv zemřelo během několika minut 40 000 lidí. Britové však neměli o obnovu města zájem, neboť mezitím přesunuli svou základnu blíž k hranicím Afghánistánu. Postupně se však podařilo město znovu obnovit díky pomoci afghánských a íránských obchodníků. V roce 1947 vznikl islámský stát Pákistán a Kvéta se stala hlavním městem provincie Balúčistán, což poskytlo městu možnost ekonomického růstu.
Kvéta byla také oblíbeným místem Muhammada Alí Džináha (محمد علی جناح), který si zde zřídil svou rezidenci. V roce 1979 po sovětské invazi do Afghánistánu uprchlo do Kvéty tisíce afghánských uprchlíků, převážně Paštůnů, kteří změnili charakter města. Kvéta je nyní deváté největší město Pákistánu. Nachází se zde letiště, železnice a dálnice, které spojují Kvétu s městy jako jsou Karáčí, Multán aj.

## Okolí
Nedaleko města se nachází významný Bolanský horský průsmyk.